# Fußballmannschaft

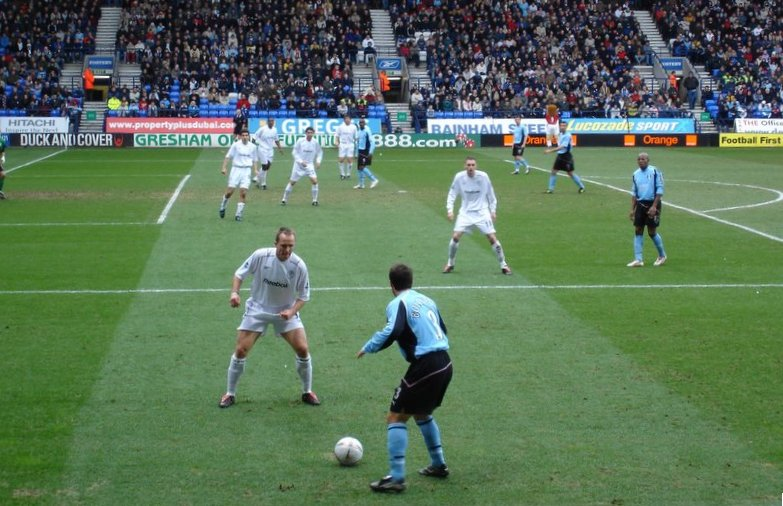

Eine Fußballmannschaft ist eine Mannschaft, die den Fußballsport ausübt. Eine Fußballmannschaft besteht auf dem Platz aus einem Torwart und 10 Feldspielern (11 Spieler insgesamt). Ein Spieler ist außerdem der Spielführer (Mannschaftskapitän, beziehungsweise einfach Kapitän). Bei Jugendfußballmannschaften (bis D-Jugend) und Frauenmannschaften gibt es auch 7er-Mannschaften (1 Torwart und 6 Feldspieler). Dabei wird quer auf einer Hälfte des normalen Spielfeldes oder von Strafraum zu Strafraum auf Jugendtore gespielt.
Man unterscheidet grundlegend zwischen Auswahlmannschaften (zum Beispiel Nationalmannschaften) und Vereinsmannschaften. Während der Fußballweltmeister unter den Nationalmannschaften ausgespielt wird, spielen in Vereinswettbewerben wie der Fußball-Bundesliga Vereinsmannschaften gegeneinander. Die Spiele des Vereins absolviert ein Fußballspieler als Angestellter beziehungsweise Mitglied des Vereins, die Spiele in der Nationalmannschaft werden als Ehre für jeden Spieler angesehen.
Der Begriff Fußballverein oder Fußballclub bezeichnet die Organisationsstruktur eines Vereins mitsamt einer Mannschaft, der Begriff wird aber oft als Synonym und zur Identifikation einer Vereinsmannschaft verwendet.

## Aufbau einer Fußballmannschaft mit Begriffserklärungen
- Torwart: Er wehrt im Tor die Torschüsse ab.
- Abwehrspieler: Sie bremsen den gegnerischen Tordrang und initiieren eigenen Angriffe.
- Libero: Er ist Verteidiger ohne direkten Gegenspieler und organisiert die Abwehr.
- Mittelfeldspieler: Sie sind für den Spielaufbau zuständig und unterstützten Abwehr und Sturm.
- Stürmer: Ihre Hauptaufgabe besteht darin, Tore für die eigene Mannschaft zu erzielen (Synonyme: Angreifer, Spitze).
- Hängende Spitze: Es ist das Bindeglied zwischen Mittelfeld und Sturm einer Mannschaft, d. h. es sind Mittelfeldspieler ohne Defensivaufgaben.